# Napoli nobilissima
Napoli nobilissima è un periodico italiano pubblicato, in tre distinte fasi (1892-1907, 1920-1922, 1961-oggi), e con diverse cadenze editoriali, per far conoscere e valorizzare la storia, l'archeologia, la topografia e le arti visive della città di Napoli.

## L'origine
Napoli nobilissima venne fondato, nel 1892, da un gruppo di eruditi, letterati e storici (Benedetto Croce, il duca Riccardo Carafa d'Andria, Michelangelo Schipa, Giuseppe Ceci, Luigi Conforti, Salvatore Di Giacomo e Vittorio Spinazzola). Stampato con cadenza mensile dall'editore napoletano Pierro, presentava il sottotitolo di rivista d'arte e topografia napoletana.
Il titolo della rivista venne scelto dal Croce, che ne teorizzò il programma, poi messo nero su bianco da Salvatore di Giacomo, parafrasando una celebre guida secentesca di Domenico Antonio Parrino.

## Le finalità
L'intento del gruppo dei citati fondatori, come esplicitato dagli stessi nel primo numero del periodico, era quello di scrivere la storia artistica e topografica di Napoli, animati dal fine della conservazione, del rispetto e del miglioramento di tutto quel che rappresentava il patrimonio antico della città partenopea. Il suo programma si spinse, in particolare, a «promuovere le indagini volte a raccogliere il materiale per una storia dell'arte meridionale; riassumendo insieme in articoli divulgativi i risultati critici già ottenuti, per contrapporli agli errori comunemente ripetuti».
Nel corso di un quindicennio di vita della prima serie, ne firmarono importanti articoli, oltre ai fondatori, altri esponenti di rilievo del panorama culturale meridionale, fra i quali Bartolommeo Capasso, Nunzio Federigo Faraglia, Giustino Fortunato e Fausto Nicolini.

## Fasi successive
La prima esperienza della rivista si chiuse, nel 1906, con il Commiato di Croce. In quella sede il pensatore abruzzese, dopo aver ricordato quanto di significativo era stato fatto in relazione agli intenti iniziali, scrisse: «se dovesse continuare a vivere, [Napoli nobilissima] dovrebbe trasformarsi: dovrebbe restringersi alla storia dell'arte; e della storia dell'arte io ho ora un concetto ben più chiaro e completo di quel che non avessi quindici anni fa».
Sulla falsariga del programma tracciato da Croce, e con il passaggio  all'editore Riccardo Ricciardi, Giuseppe Ceci e Aldo De Rinaldis provarono a ridare vita alla rivista. Nonostante lo sforzo di aggiornarne i contenuti in sintonia con il coevo dibattito storico-artistico, e di strutturarla come una sorta di osservatorio permanente sulla tutela e riscoperta di opere e monumenti dell'intero mezzogiorno, la nuova serie fu pubblicata per sole tre annate, dal 1920 al 1922.
Dopo la cessione della testata all'"Arte tipografica" di Angelo Rossi, la rivista venne rifondata e riprese ad uscire nel 1961, con la direzione di Roberto Pane, architetto e docente universitario, amico e frequentatore dell'ambiente culturale di casa Croce. La cadenza editoriale non fu più mensile, ma bimestrale. Il sottotitolo cambiò nuovamente, diventando: "rivista bimestrale di arti figurative, archeologia e urbanistica", con larga prevalenza di saggi di storia dell'architettura napoletana e del mezzogiorno. La terza serie si caratterizzò anche per un più evidente impegno nella denuncia dei guasti urbanistici e paesistici, specialmente affrontati in una rubrica - 'Antico e Nuovo' - tenuta prevalentemente dal direttore.
Scomparso Roberto Pane nel 1987, la rivista fu continuata, dopo breve interruzione, con la direzione dello storico dell'arte Raffaele Mormone, che ne era stato segretario, senza modificare il proprio contenuto ed orientamento, per altri dieci anni. Nel 1997, a seguito delle dimissioni del direttore, la rivista subì una breve crisi editoriale, al termine della quale, costituito un ampio comitato redazionale e direttivo (Ferdinando Bologna, Mario Del Treppo, Giuseppe Galasso, Marcello Gigante, Giulio Pane, Pasquale Villani) il periodico ha ripreso le pubblicazioni con la quinta serie (2000), adottando una cadenza quadrimestrale e modificando nuovamente il sottotitolo in "rivista di arti, filologia e storia". Alla tradizionale rubrica 'Antico e Nuovo' si affiancano ora 'Tra archivi e biblioteche', 'L'angolo del filologo', 'Note e discussioni'. Nel 2006 ha ripreso la propria tradizionale cadenza trimestrale.